# Maria (Östen med Resten-låt)
Maria är en sång med spanskklingande inslag, skriven av Larry Forsberg, Sven-Inge Sjöberg och Lennart Wastesson, och framförd av Östen med Resten i Melodifestivalen 2003. Efter att ha tagit sig vidare till final placerade den sig väl där på åttonde plats.
Melodin testades på Svensktoppen, där den låg i 10 omgångar under perioden 20 april-29 juni 2003 med fjärdeplats som högsta placering innan den åkte ur.

## Listplaceringar
| Lista (2003) | Topplacering |
| ------------ | ------------ |
| Sverige      | 51           |